# 朱秩熒
真寧莊惠王朱秩熒（1405年—1455年），明朝慶藩第一代真寧王，慶靖王朱㮵的庶長子。

## 生平
永樂三年（1405年）九月生。《弇山堂别集卷三十四》则称其卒年五十六岁，即生于建文元年（1400年）。
永樂十九年（1421年）四月，封真寧王。宣德三年（1428年）七月，獲賜冕服。
朱秩熒之弟朱秩煃為慶王朱㮵次妃湯氏所生，在朱秩熒封王的同時被立為世子。正統三年（1438年）八月，朱㮵去世。隨後，朱秩熒以自己是庶長子為由，奏請改冊自己襲封慶王。正統四年（1439年）七月，明英宗降書斥責朱秩熒，稱其忘君父之德、蔑忠孝之道，應該洗心革面。
景泰六年（1455年），朱秩熒去世，享年五十一歲，諡號莊惠。兩年後，長子朱邃垿襲爵。

## 家庭

### 妻
- 張氏，寧夏左屯衛指揮僉事張銘妹，宣德三年（1428年）七月冊為真寧王妃[6]。

### 妾
- 沈氏，生朱邃垿[9]。
- 辛氏，自縊殉葬，追封真寧王夫人[10]。

### 子孫（一）
- 庶長子：真寧康簡王朱邃垿
- 庶第二子：鎮國將軍朱邃坤
  - 孫：輔國將軍朱寘鍋
    - 曾孫：奉國將軍朱台濃
    - 曾孫：奉國將軍朱台瀾
    - 曾孫：奉國將軍朱台浩

  - 孫：輔國將軍朱寘鋽
    - 曾孫：奉國將軍朱台灃

  - 孫：輔國將軍朱寘釬
  - 孫：輔國將軍朱寘錤
  - 孫：輔國將軍朱寘錙[11]

### 子孫（二）
- 玄孫：鎮國中尉朱鼒棅
  - 五世孫：朱倪𤟇
  - 五世孫：朱倪䗊
- 玄孫：鎮國中尉朱鼒
  - 五世孫：朱倪琰
  - 五世孫：化齋
    - 六世孫：朱伸𨾼
    - 六世孫：朱伸𨾾
    - 六世孫：朱伸𨾠
- 玄孫：鎮國中尉
  - 五世孫：輔國中尉朱倪炣
    - 六世孫：朱伸𨾪
    - 六世孫：朱伸𨿆
- 玄孫：鎮國中尉朱鼒𣛮
  - 五世孫：朱倪賧
  - 五世孫：朱倪𦖠
  - 五世孫：朱倪惔
- 玄孫：鎮國中尉朱鼒梽
  - 五世孫：朱倪𤒼
  - 五世孫：朱倪𪑓
- 玄孫：鎮國中尉朱鼒楌
  - 五世孫：朱倪𤲩
- 玄孫：鎮國中尉朱鼒楒
  - 五世孫：朱倪腅
  - 五世孫：臘哥
    - 六世孫：朱伸𨿑
- 玄孫：鎮國中尉朱鼒樛
  - 五世孫：朱倪𧓌
- 玄孫：鎮國中尉朱鼒梃
  - 五世孫：朱倪[12]

### 女
- 庶女：隴西縣主，儀賓萬珤[13]